# Jean-Nils de Dardel

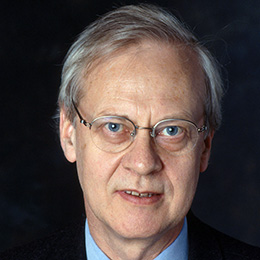
Jean-Nils de Dardel

Jean-Nils de Dardel (* 4. November 1943 in Neuenburg, heimatberechtigt in Saint-Blaise und Nendaz) ist ein Schweizer Jurist, Politiker (SP) und Künstler.

## Leben
De Dardel studierte Rechtswissenschaften und war zuletzt als Stadtverwaltungsdirektor in Genf tätig.
Zum 25. November 1991 wurde er im Kanton Genf in den Nationalrat gewählt. Dort hatte er Einsitz in diversen Kommissionen und präsidierte diese zum Teil auch. Zum 30. November 2003 schied er aus der großen Kammer aus.
Er ist verheiratet, hat zwei Kinder und wohnt in Genf.